# 자후이후역
자후이후역(중국어: 嘉会湖站)은 베이징시 퉁저우구 타이후진 마이좡촌과 시타이핑좡촌의 경계에, 계획중인 신청후이민로(新城惠民路)와 계획중인 이좡잔첸추 남로(亦庄站前区南路)의 교차로에 위치한 베이징 지하철 17호선의 지하철역이며 2021년 12월 31일에 개장하였다.

## 역 구조

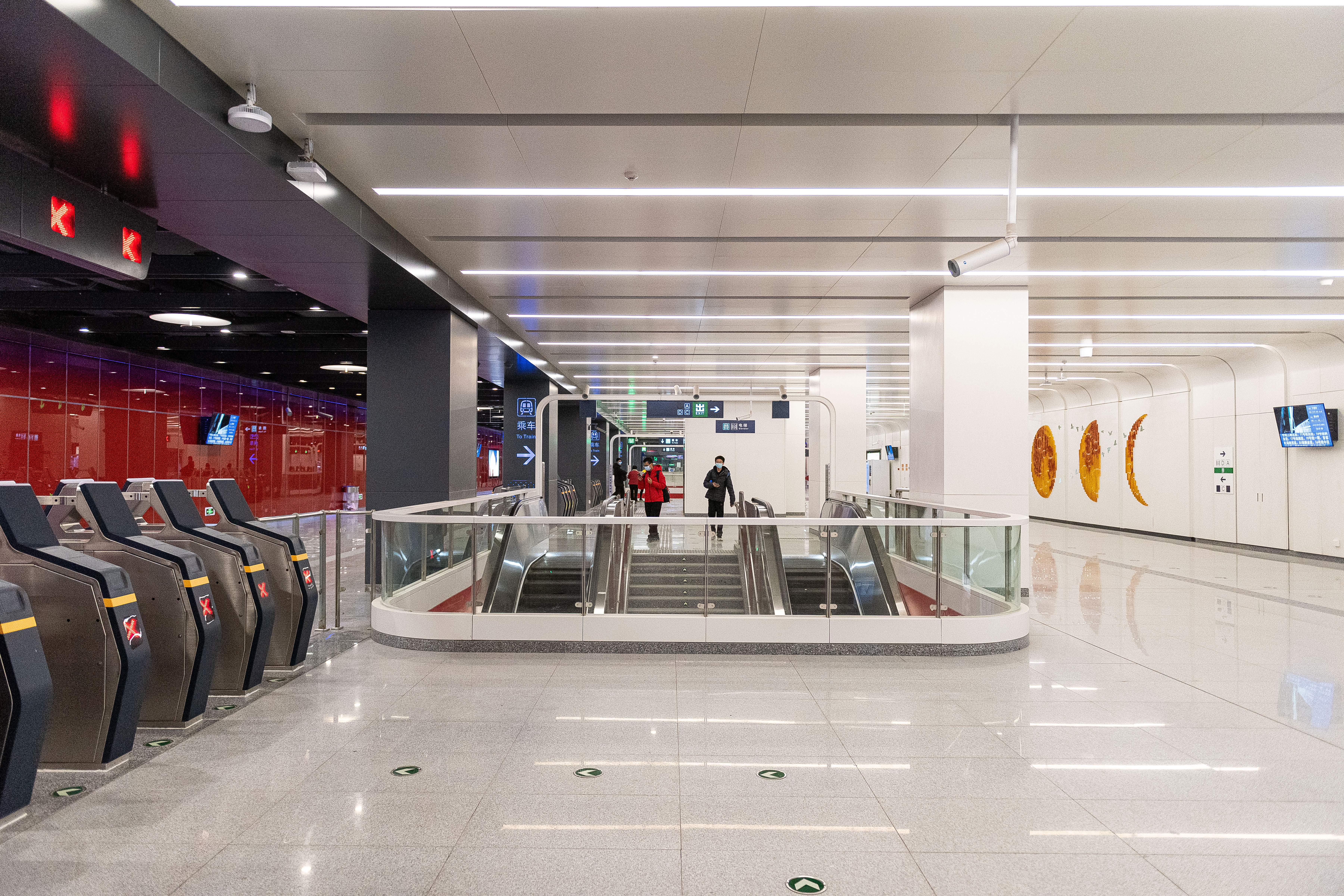
대합실

이 역은 총 길이 445.8m, 표준 구간의 너비 23.1m, 구조순 높이 14.5m의 개찰식지하 2층 2기둥 3경간식 역이다. 본 역의 서쪽 끝에는 열차가 역 전 반환을 할 수 있도록 1개의 교차선이 있고, 동쪽 끝에는 역 뒤에 이중 교차선이 있으며, 17호선 열차는 본 역 동쪽에서 역 뒤에 회차를 실시한다. 대합실 남쪽에는 궈리밍(郭立明)이 디자인한 공공예술작품 《월유음청원결(月有阴晴圆缺)》이 배치돼 있다.
| 지면층   | 지면                            | 출구                          |
| 지하 1층 | 대합실                          | 고객 센터·자동발매기·개집표기 |
| 지하 2층 | ←                               | ■ 17호선 스리허 방면 (치추)   |
| 지하 2층 | 섬식 승강장, 왼쪽 출입문이 열림 |                               |
| 지하 2층 | ■ 17호선 하차 전용 승강장       |                               |

## 출구
현재 본역에는 A,C,D의 3개 출구가 있다.
|                         |                    |           |      |             |
| 출구                    | 지시               | 출구 인근 | 사진 | 무장애 시설 |
| 出口 · A                | 커우샤오로(口小路) |           |      | 빈칸        |
| 出口 · C                | 커우샤오로(口小路) |           |      | 빈칸        |
| 出口 · D                | 커우샤오로(口小路) |           |      |             |
| 아이콘 설명: 엘리베이터 |                    |           |      |             |

## 역사
이 역의 공사 당시 명칭은 이좡잔첸추난역(亦庄站前区南站)이었다. 2021년 7월 19일, 베이징시 계획·천연자원위원회는 이 역을 마이좡역(麦庄站)으로 개명할 계획을 가졌다. 2021년 11월 9일, 베이징시 계획·자율규제위원회가 발표한 지명 공고에 따르면, 본 역의 명칭을 이미 자후이후역으로 변경되었다. 이 역명은 타이후진(台湖镇)내에 건설될 인공호수의 이름을 따서 명명되었다. 호수명인 “자후이(嘉会, 가회)”는 “모든 아름다움의 만남(众美相聚)”을 의미한다고 한다.
이 역이 건설되기 전에는 역 주변을 통과하는 기존 도로가 없었기 때문에 베이징 경제기술개발구는 역 주변 임시도로연결 건설 프로젝트를 2021년 10월 2차 지구급 중점 민생 프로젝트 목록에 포함시켰다.